# EC-nummer
Et EC-nummer (Enzyme Commission number) er en numerisk klassificeringskema for enzymer baseret på de kemiske reaktioner, de katalyserer. Som et system for enzym-nomeklatur er hvert EC-nummer associeret med et anbefalet navn for det respektive enzym.
EC-numre specificerer ikke enzymer, men enzymkatalyserede reaktioner. Hvis forskellige enzymer (for eksempel fra forskellige organismer) katalyserer den samme reaktion, får de det samme EC-nummer. I kontrast til dette specificerer UniProt-identifikatorer kun proteiner efter deres aminosyresekvens og altså ikke funktion.

## Nummerformat
Enhver enzymkode består af bogstaverne "EC" fulgt af fire numre separeret af punktummer. Disse numre repræsenterer et progressivt forfinende klassificering af enzymer.
For eksempel har tripeptidaminopeptidaser koden "EC 3.4.11.4", hvis komponenter indikerer følgende grupper af enzymer: 
- EC 3-enzymer er hydrolaser (enzymer der bruger vand til at bryde andre molekyler)
- EC 3.4 er hydrolaser der bryder peptidbindinger
- EC 3.4.11 er de hydrolaser der kløver den aminoterminale aminosyre af fra et polypeptid
- EC 3.4.11.4 er dem der kløver den aminoterminale ende fra et tripeptid

## Top level codes
| Gruppe               | Reaktion katalyseret | Typisk reaktion                                   | Enzymeksempel med trivialnavne |
| -------------------- | --- | ------------------------------------------------- | ------------------------------ |
| EC 1 Oxidoreduktaser | For at katalysere oxidations/reduktions-reaktioner; overførsel af H- og O-atomer eller elektroner fra et substrat til et andet | AH + B → A + BH (reduceret) A + O → AO (oxideret) | Dehydrogenase, oxidase         |
| EC 2 Transferaser    | Overførsel af en funktionel gruppe fra et substrat til et andet. Gruppen kan være metyl-, acyl-, amino- eller fosfatgrupper    | AB + C → A + BC                                   | Transaminase, kinase           |
| EC 3 Hydrolaser      | Dannelse af to produkter fra et substrat ved hydrolyse                                                                         | AB + H2O → AOH + BH                               | Lipase, amylase, peptidase     |
| EC 4 Lyaser          | Ikke-hydrolytisk tilføjelse eller fjernelse af grupper fra substrater. Bindinger mellem C-C, C-N, C-O eller C-S kan kløves     | RCOCOOH → RCOH + CO2                              | Decarboxylase                  |
| EC 5 Isomeraser      | Intramolekylær omarrangering, fx isomeriseringsændringer inden for et enkelt molekyle                                          | AB → BA                                           | Isomerase, mutase              |
| EC 6 Ligaser         | Sammenføjer to molekyler ved syntese af nye kovalente bindinger mellem C-O, C-S, C-N eller C-C med samtidig forbrug af ATP     | X + Y+ ATP → XY + ADP + Pi                        | Synthetase                     |
| EC 7 Translocaser    | Transport af molekyler gennem membraner                                                                                        | Aintracellulær → Aextracellulær                   | Transporter                    |

## Historie
Enzymnomenklaturskemaets udvikling påbegyndtes i 1955, da den Internationale Kongres for Biokemi i Bruxelles opsatte en Enzym Kommission. 
Den første version blev publiceret i 1961. 
Den nuværende sjette udgave, publiceret af International Union of Biochemistry and Molecular Biology i 1992, indeholder 3196 forskellige enzymer.